# Viduquindo

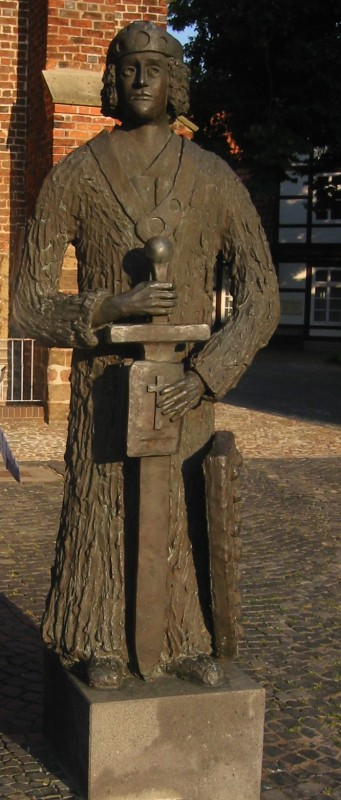
Estátua a Viduquindo

Viduquindo (em alemão arcaico: Widukind, forma moderna: Wittekind; entre os séculos VIII e IX) foi um guerreiro e líder dos saxões que habitavam o norte da atual Alemanha, e que chefiou a resistência ao assédio do imperador Carlos Magno. Em 782, quando Viduquindo converteu-se, o imperador pôde finalmente conquistar toda a Saxônia como província franca, e ordenar a conversão ao cristianismo de toda sua população.
Mais tarde Viduquindo tornou-se um símbolo da independência saxônica, e uma figura lendária.